# Jacana
A Jacana (Jacanidae) a madarak osztályának lilealakúak (Charadriiformes) rendjébe és a levéljárófélék (Jacanidae) családjába tartozó nem.

## Rendszerezés
A nembe az alábbi 2 faj tartozik:
- északi jasszána vagy sárgahomlokú jasszána (Jacana spinosa)
- jasszána (Jacana jacana)